# Torsten Lindqvist
Torsten Ivan Lindqvist (* 2. Dezember 1925 in Säffle; † 3. November 2002 in Uppsala) war ein schwedischer Pentathlet.

## Karriere
Lindqvist nahm an den Olympischen Spielen 1952 in Helsinki teil, wo er in der Einzelkonkurrenz den neunten Platz belegte. In der Mannschaftswertung belegte er mit Claes Egnell und Lars Hall hinter Ungarn den zweiten Platz und gewann somit die Silbermedaille.
Bei der Weltmeisterschaft 1951 hatte er bereits mit der Mannschaft den Titel gewonnen. Im Einzel platzierte er sich hinter Lars Hall und Lauri Vilkko auf dem dritten Platz. In der Mannschaftswertung gelang ihm 1953 die Titelverteidigung.
Nach seiner Karriere als Sportler arbeitete er als international anerkannter Kernphysiker.